# Jozefinizmus
A jozefinizmus II. József Habsburg-házi uralkodó, német-római császár, magyar és cseh király belpolitikáját összefoglaló kifejezés, támogatóit a jozefinisták névvel illették. Uralkodása alatt (1780-1790) számos reformot vezetett be annak érdekében, hogy a Habsburg Birodalmat a felvilágosult európai országok közé emelje. Ám reformtörekvései komoly ellenállásba ütköztek szerte a birodalomban élő nemzetiségek és rendek részéről, végül halálos ágyán kénytelen volt visszavonni az összes rendeletét, hármat kivéve.

## Általános jozefinista változások
A felvilágosult abszolutizmus osztrák változata, II. József egyházpolitikája, mellyel az egyházat állami ellenőrzés alá kívánta vonni. A feudális rend lényegének fenntartása érdekében a legelavultabb feudális intézmények és általában a rendi alkotmány felszámolására, valamint a vallásüldözés megszüntetésére (türelmi rendelet) törekedett.
A gazdasági és kulturális élet különböző területein végrehajtott reformpolitika - annak ellenére, hogy II. József legfontosabb rendeleteit halálos ágyán visszavonta - különösen Ausztriában és az akkor hozzá tartozó Csehországban elősegítette a társadalmi fejlődést.
A magyar jozefinisták, akik elsősorban a nemesi és a polgári értelmiség soraiból kerültek ki (Benkő Sámuel, Berzeviczy Gergely, Hajnóczy József, Kazinczy Ferenc, Szacsvay Sándor, Spissich János stb.), a jozefinizmus felvilágosult rendelkezéseitől a társadalmi fejlődést várták, és ezért nagy részük még a német hivatali és oktatási nyelv bevezetése miatt sem fordult szembe II. Józseffel. Néhányan közülük később a magyar jakobinusok forradalmi szervezkedésében vettek részt.
Az úgynevezett koronarendelettel 1784. április 13-án a Szent Koronát Pozsonyból Bécsbe szállíttatta, és az udvari kincstárban helyezte el. Ugyanakkor feloszlatta a pozsonyi koronaőrséget. Egy hónap múlva a német nyelvet tette hivatalossá Magyarországon. A nemességre mért legnagyobb csapás az 1785. március 18-án kelt rendelete volt, mely alapvetően megváltoztatta az ország igazgatási rendszerét. A rendelet megszüntette a vármegyét, mint igazgatási egységet, a vármegyei közgyűlést, mint a nemesség legfőbb önigazgatási intézményét, valamint politikai életének színterét. Az országot 10 kerületre osztotta, a kerületek élére királyi biztosokat vagy kerületi főispánokat nevezett ki. A kerületi biztosok gyakorolták a vármegyék fölött a teljhatalmú felügyeletet, és egyben a vármegyéket a helytartótanács irányította. Az akkoriban létesített zágrábi kerület része Varasd-, Kőrös-, Pozsega-, Zágráb-Szeverin- és Zala vármegye volt. A zágrábi kerület élére 1785. július 1-jétől gróf Balassa Ferencet nevezte ki az uralkodó. Másrészt, a győri kerülethez Moson-, Sopron-, Győr-, Komárom-, Vas-, Veszprém- és Esztergom vármegyék tartoztak; a győri kerület élére gróf Győry Ferenc került. Teleki Sámuel gróf 1784 és 1787 között királyi biztos volt az akkor alkotott nagyváradi kerületben, amelyhez Szabolcs-, Békés-, Arad-, Csanád-, és Csongrád vármegye tartozott. A nagyváradi kerület királyi főbiztosaként hallerkeöi gróf Haller József lett Teleki Sámuel gróf utóda. Széchenyi Ferenc grófot a pécsi kerület biztossá nevezte ki az uralkodó, azonban amikor a „kalapos király” egymás után adta ki azon rendeleteket, amelyek célja Magyarország és Erdély germanizálása és a nemzet rendi alkotmányának megsemmisítése volt, Széchényi nem akart céljainak eszköze lenni, ezért minden tisztségéről lemondott és a magánéletbe vonult vissza. Széchenyi Ferenc betegségére hivatkozva 1786. elején, véglegesen 1786 augusztusában lemondott; utódja a pécsi kerület biztosaként ez év decemberétől báró Splényi József lett.
II. József reformintézkedései nemcsak a vármegyei közigazgatás, hanem a bíráskodás területére is kiterjedtek. 1785. szeptember 25. és december 12. között kiadott rendeleteivel (Novus Ordo Judiciarius) átszervezte az igazságszolgáltatás intézményrendszerét. Megszüntette az alispáni és a főszolgabírói ítélőszéket, majd 1787. április 2-án kelt intézkedésével (Sanctio Criminalis Josephina) megvonta az úriszékektől a büntető hatalmat. Az új bíráskodási eljárásban a nemesek és nem nemesek egyforma elbírálás alá estek. Szervezetileg a következőképpen alakult át az igazságszolgáltatás: az ország új közigazgatási-területi beosztásának megfelelően 38 elsőfokú bíróságot (Judicium Subalternum) szerveztek. Ezek átvették az addigi vármegyei sedriák és úriszékek büntető joghatóságát. Ettől fogva a vármegyei igazságszolgáltatásban a legfontosabb személy a vármegyei Ítélőszék elnöke ("Inclyti Sedis Iudiciaria Comitatus Praeses") lett. Ekkor a vármegyei alispánnak már nem volt beleszólása az igazságszolgáltatásba, és kizárólag a közigazgatással foglalkozott, pontosabban csak végrehajtói hatáskörrel bírt. Ilyen módon például a zágrábi kerületi Zala vármegyében nozdroviczi Nozdroviczky János alispánként, boldogfai Farkas János (1741–1788), ügyvéd pedig Zala vármegyei ítélőszéki elnökként tevékenykedett. Az új rendszer 1787. szeptemberétől 1790. áprilisáig működött.
A császár két újabb 1786. november 30.-i és 1787. július 19.-ei rendeletével a "Novus Ordo" elérte tetőpontját. Első rendelete 38 új bíróság felállítását mondta ki, míg a másik rendelet kinevezte az új bíróságok személyzetét, s kijelölte székhelyüket és működésük megkezdésének időpontjául 1787. szeptember 1.-ét tűzte ki. Ezzel tehát befejeződött közigazgatás és a jogszolgáltatás szétválasztása.
A haldokló II. József 1790. január 26.-án három rendeletét kivéve visszavonta Magyarországra vonatkozó rendeleteit.

## A vallás és oktatás
A felvilágosodás korában megindult erjedés „az egyház korábbi hatalmát visszaszorította". Már Mária Terézia mindenes államtitkára, Wencel Anton von Kaunitz-Rietberg gróf kiépítette, mind elméletileg, mind gyakorlatilag a jozefinista jellegű rendszert. József trónra lépésével új szakasz kezdődött a Monarchia életében. A fiatal császár nagy lendülettel veti bele magát a később róla elnevezett eszmerendszer gyakorlatba ültetésébe. Törekvéseiben a következő jellegzetességeket figyelhetjük meg: a vallási kötöttségtől való elszakadás, az élet fokozatos elvilágiasodása, az értékek viszonylagossága, a személyiség önállóságának és szabadságának felmagasztalása. Rendeletei — és általában a Habsburg uralkodók rendeletei — a Monarchia egységét szeretnék megtartani a sokféleségben, az egyház megújítását az állam érdekében. Egészen leegyszerűsítve azt mondhatnánk, hogy a sokféle nemzetiségű államban az egyház legyen az államot szolgáló eszköz, az egyház tevékenysége csökkenjen az állam javára.
Eszmeileg csoportosítva a vallást érintő jozefinista törvényeket a következőképpen foglalhatjuk össze: 
- 1. Fellazították a helyi egyházaknak a Szentszékhez fűződő kapcsolatait. Előmozdították a Rómától való függetlenedést, az egyházak helyi jellegűvé válását.
- 2. Az egyháznak a közéletre kevesebb befolyást engedtek. Illetékességi területét az istentiszteleti életre, a közerkölcsök fenntartására határolták le. Amennyiben az egyháznak a vallási ügyekre való befolyása az államra is kiterjedt, támadták.
- 3. „Az állam az egyház felett áll" elv alapján pénzügyi törvényekkel az egyház alaptőkéjét megnyirbálták. Erdélyben a „vallási alap" kezelését, sőt az addig hasznosan működő Status szerepét átvette a Gubernium befolyása alatt álló Comissio Catholica. Különösen a „szegényügy" területén volt nagy az állami előrenyomulás: az egyházi és magánjótékonysági intézményeket államivá tették.
- 4. Az iskolaügyi rendelkezésekben az állam kizárólagos nevelési és oktatási jogának gyakorlata érvényesült. Az oktatás, mint feladat, megmaradt az egyháznak, de Mária Terézia 1777-ben kiadott Ratio Educationis rendelete óta állami felügyelet és irányítás alatt történt.
- 5. A jozefinizmus szemében léteztek „nem hasznos" szerzetesrendek. Habár a felvilágosodás már csökkentette a hivatások számát, a továbbcsökkenést törvényekkel is elősegítették. Numerus clausust vezettek be, újoncok felvételét megtiltották, megszüntették a külföldi tanulást és a külföldi elöljárókkal való kapcsolatot. Szerzetesrendeket oszlattak fel. Ezen racionális szemléletű intézkedések, ha nem is olyan nagy mértékben, de érintették az erdélyi szerzetesrendeket is. A dél-erdélyi és alsóháromszéki területeken a katolikus restaurációban szépen tevékenykedő pálosok feloszlatása a megújhodást lassította. Az Erdélyben egyetlen kolostorral rendelkező trinitárius rend feloszlatása jó pár év múlva a katolikus szemináriumnak fog otthont biztosítani Gyulafehérváron.
- 6. A papnevelésben is a birodalmi egység volt a cél. Egyformán, egységes szellemben, egységes tantervkönyv szerint kiképzett papságot akartak, az állam érdekének megfelelően. II. József betiltotta az egyházmegyei szemináriumokat, s csak központiakat engedélyezett. Célja nem „egyházi", hanem „tudósabb" pap kiképzése volt az állam javának szolgálatára. Az egész papképzésben a felvilágosodás szelleme érvényesült.

II. József a katonaság mellett a papságban szerette volna látni uralma támaszát. „Talán nem túlzás az a megállapítás, hogy a császár a jó lelkipásztorkodás érdekében körültekintőbben, sokoldalúbban, buzgóbban, aprólékosabban intézkedett, mint korának bármely püspöke".